# Better Git In Your Soul
Pour les articles homonymes, voir Soul (homonymie).
Clip vidéo
[vidéo] « Charles Mingus - Better Get It In Your Soul », sur YouTube
Better Git In Your Soul (mieux vaut l'avoir dans votre âme, en anglais) est un standard de jazz hard bop post-bop, composé par le pianiste-contrebassiste-compositeur de jazz américain Charles Mingus,, enregistré avec son big band jazz sur son album Mingus Ah Um de 1959, (intronisé au Grammy Hall of Fame Award en 2013).

## Histoire
La composition de ce titre « hard bop post-bop bouillonnant frénétique » est inspiré de la musique gospel des sermons d'église évangélique de l'enfance de Charles Mingus. Il est enregistré au CBS 30th Street Studio de Columbia Records à New York, avec un tempo de 123 battements par minute, des applaudissements rythmiques, des Alléluias, et des effets de chahut dynamique hurlant de son septet big band jazz (une des signatures musicales caractéristiques majeures de son œuvre),.
Cette composition fait partie de celles qui inspirent quelques titres majeurs de son album phare suivant Blues & Roots (blues & racines),,, de 1960, un des albums emblématiques de sa carrière, de « blues façon Mingus », également inspiré des racines blues-gospel des souvenirs de son enfance, avec entre autres Moanin', Wednesday Night Prayer Meeting, ou Tension..., ou encore Hora Decubitus, de son album Mingus Mingus Mingus Mingus Mingus, de 1964.

## Big band septet de Charles Mingus
- Charles Mingus : contrebasse, chef d'orchestre
- Booker Ervin, Shafi Hadi et John Handy : saxophones
- Jimmy Knepper : trombone
- Horace Parlan : piano
- Dannie Richmond : batterie